# Circasia
Circasia (también se escribe como Cherquesia en algunas fuentes; en adigués: Adygэ Хэку/Хэкужъ, lit. 'Circasiano de Patria/Anciente' o Zichia era un país y una región histórica en el Cáucaso septentrional también conocida por ser una región histórica que abarcaba todo el noroeste del Cáucaso y la costa noreste del Mar Negro. El territorio fue conquistado gradualmente por los rusos entre 1763 y 1864, en el marco de la guerra ruso-circasiana, que costó la vida de casi 3,5 millones de personas, resultando en que el 90% de los circasianos terminaron masacrados en el genocidio circasiano (normalmente conocido como Muhayir) o exiliados. Aunque Circasia es la patria del pueblo circasiano, hoy en día la mayoría de ellos viven en el exilio.
Los circasianos también dominaron el norte del río Kubán a principios de la Antigüedad y la Edad Media, pero con las incursiones del Imperio mongol, la Horda de Oro y el kanato de Crimea, se retiraron al sur del Kubán, desde la península de Tamán hasta Osetia del Norte. Durante la era medieval, los señores circasianos subyugaron y avasallaron a los vecinos cabardinos, balkarios y osetios. El término Circasia también se utiliza como nombre colectivo de los estados circasianos establecidos en territorio circasiano.

## Etimología
Las palabras Circasia y circasiano ( /sərˈkæsiənz/) son exónimos que latinizan la palabra Cherkess, cuyo origen es objeto de debate.
Una opinión es que su raíz proviene de las lenguas túrquicas, y que el término significa "cortacabezas" o "asesinos de guerreros" y que representan las exitosas prácticas de batalla de los circasianos. Hay quienes argumentan que el término proviene del mongol Jerkes, que significa “el que bloquea el camino”. Algunos creen que proviene del antiguo nombre griego de la región, Siraces. Según otra opinión, su origen es persa.
En los idiomas que se hablan geográficamente cerca del Cáucaso, los nativos originalmente tenían otros nombres para la Circasia, pero con la influencia rusa, el nombre se estableció como Cherkessia/Circassia. Es igual o similar en muchos idiomas del mundo que citan estos idiomas.
Los propios circasianos no usan el término "Circasia" y se refieren a su país como Адыгэ Хэку (Adıgə Xəku) o Адыгей (Adıgey).
Otro nombre histórico para el país fue Zijia (cuyos habitantes eran conocidos como zigos), que fueron descritos por el antiguo intelectual griego Estrabón como una nación al norte de Cólquida.
En la actualidad, el gentilicio circasiano se reserva para la Circasia histórica, mientras que el de la república de Karacháyevo-Cherkesia es cherkés.

## Geografía
Circasia estaba ubicada en Europa del Este, al norte de Asia occidental, cerca de la costa noreste del mar Negro. Antes de la conquista rusa del Cáucaso (1763-1864), cubría toda la meseta fértil y la estepa de la región noroccidental del Cáucaso, en aquel entonces con una población estimada  de 1 millón.
La extensión histórica de Circasia iba desde la península de Tamán en el oeste hasta la ciudad de Mozdok en la actual Osetia del Norte-Alania en el este. Históricamente, Circasia cubría la mitad sur del actual krai de Krasnodar, la República de Adiguesia, Karacháyevo-Cherkesia, Kabardia-Balkaria y partes de Osetia del Norte-Alania y el krai de Stávropol, delimitada por el río Kubán en el norte que la separaba del Imperio ruso
En la costa del Mar Negro, el clima es cálido y húmedo, moderado en las tierras bajas y más fresco en las tierras altas. La mayor parte de Circasia está libre de heladas durante más de la mitad del año. Hay praderas esteparias en las llanuras, hayedos y robledales en las estribaciones, y pinares y praderas alpinas en las montañas.
Sochi es considerada por muchos circasianos como su capital tradicional. Según los circasianos, la villa olímpica de los JJOO de invierno de 2014 en Sochi se contruyó en un área de fosas comunes de circasianos después de su derrota ante los rusos en 1864.
En su territorio original, los circasianos se concentran hoy en las repúblicas de Karacháyevo-Cherkesia, Adigueya y Kabardia-Balkaria de la Federación Rusa, donde su lengua es oficial. A pesar de esta división política, todos ellos se consideran una sola nación. También se consideran a sí mismos circasianos otros pequeños grupos nacionales, como los shapsug o los ubijos. 

## Historia

### Antigüedad

#### Civilización de Maikop
La civilización de Myequape (Maikop) se estableció en el año 3000 a. C. Los antecesores de los circasianos eran conocidos por muchos nombres diferentes en la antigüedad como por ejemplo, "kerket" y "sucha". En 1200 a. C., los circasianos lucharon junto a los hititas contra los egipcios.

#### Sindica
El estado de Sindica fue fundado en el año 500 a. C. Durante este período, los griegos y las tribus de sindos-meotes vivían en Circasia. Bajo el techo de este estado, los sindos y meotes de la región se convirtieron en los antepasados del pueblo circasiano. El poeta griego Hiponacte de Éfeso, que vivió en el siglo V a. C., y más tarde Heródoto mencionaron sindos. Estrabón también menciona la ciudad de Sindica, ubicada cerca de la costa del Mar Negro. La información sobre Sindica se ha obtenido de documentos griegos y hallazgos arqueológicos, y no hay muchos detalles. No se sabe exactamente cuándo se estableció el estado de Sindica, pero se sabe que los sindos tenían un estado y relaciones comerciales con los griegos antes del establecimiento de las colonias griegas en la costa del Mar Negro. También se sabe que el reino de Sindica fue un activo estado comercial donde se alojaban artistas y comerciantes. Los circasianos no pudieron establecer una unión durante mucho tiempo después de este estado. 

### Edad Media
El feudalismo comenzó a surgir en circasianos en el siglo IV. Como resultado de la influencia armenia, griega y bizantina, el cristianismo se extendió por todo el Cáucaso entre los siglos III y V d. C. Durante ese período, los circasianos (conocidos en ese momento como kassogs o kasogi) comenzaron a aceptar el cristianismo como religión nacional, pero no abandonaron todos los elementos de sus creencias religiosas indígenas. Los circasianos establecieron muchos estados, pero no pudieron lograr la unidad política. Desde alrededor del año 400 d. C., oleada tras oleada de invasores comenzaron a invadir las tierras del pueblo adigué: fueron conquistados primero por los búlgaros (que se originaron en las estepas de Asia Central). Los forasteros a veces confundían a la gente de Adiguesia con los utiguros de nombre similar (una rama de los búlgaros), y ambos pueblos a veces se combinaban con nombres inapropiados como "utige". Tras la disolución del estado jázaro, el pueblo adigué se integró a finales del siglo X en el reino de Alania. Entre los siglos X y XIII, el reino de Georgia tuvo influencia en los pueblos circasianos durante su periodo de mayor apogeo.
En 1382, los mamelucos circasianos tomaron el trono mameluco de Egipto y la dinastía buryí se hizo cargo del país. Los mongoles, que comenzaron a invadir el Cáucaso en 1223, destruyeron a algunos de los territorios circasianos y a la mayoría de los alanos. Los circasianos, que perdieron la mayor parte de sus tierras durante los posteriores ataques de la Horda de Oro, tuvieron que retirarse a la parte trasera del río Kuban. En 1395, los circasianos libraron guerras violentas contra Tamerlán y, aunque los circasianos ganaron las guerras, Tamerlán saqueó Circasia.

#### Rey Inal el Grande
Inal es llamado el "Príncipe de los príncipes" por circasianos y abjasios, porque unió a todas las tribus circasianas y estableció el estado circasiano. Según la creencia, Inal es el antepasado de las tribus cabardinas,  beslenéi, jatukáis y kemguis. Inal, quien durante la década de 1400 poseía tierras en la península de Tamán, estableció un ejército compuesto principalmente por la tribu jegayk y declaró que su objetivo era unir a los circasianos, que en ese momento estaban divididos en muchos estados, bajo un solo estado. Después declaró su propio principado, conquistando toda Circasia. Los nobles y príncipes circasianos intentaron evitar el ascenso de Inal, pero en una batalla cerca del río Mzymta, Inal y sus seguidores derrotaron a 30 señores circasianos. Diez de ellos fueron ejecutados, mientras que los veinte señores restantes prestaron juramento de lealtad y se unieron a las fuerzas del nuevo estado de Inal. Inal, que gobernó el oeste de Circasia, estableció la región de Kabardia en el este de Circasia en 1434 y expulsó a las tribus de tártaros de Crimea al norte del río Kuban en 1438 y, como resultado de sus expansiones efectivas, llegó a gobernar todo la tierra circasiana.
La capital de este nuevo estado circasiano fundado por Inal se convirtió en la ciudad de Shanjir, construida en la región de Tamán, donde nació y creció Inal. Aunque se desconoce la ubicación exacta de la ciudad de Shanjir, la teoría más sustentada es que se trata del distrito de Krásnaya Batareya, que se ajusta a las descripciones de la ciudad realizadas por Klarapoth y Pallas.
Aunque unió a los circasianos, Inal todavía quería incluir a los abjasios en su estado, considerados muy cercanos a los circasianos. Las dinastías abjasias Chachba y Achba anunciaron que se pondrían del lado de Inal en una posible guerra. Inal ganó la guerra en Abjasia y conquistó oficialmente el norte de Abjasia, siendo reconocido por el pueblo abjasio. Una de las estrellas de la bandera de Abjasia representa a Inal. Inal dividió sus tierras entre sus hijos y nietos en 1453 y murió en 1458. A continuación, se establecieron principados tribales circasianos. Algunos de estos son Kemguis fundado por Temruk, Beslenéi, fundado por Beslan, Kabardia fundado por Qabard y Shapsug fundado por Zanoko.
Según la tradición abjasia, Inal murió en el norte de Abjasia. Aunque la mayoría de las fuentes citan esta teoría, investigaciones y búsquedas en la región han demostrado que la tumba de Inal no está aquí. Según el explorador y arqueólogo ruso Evgeniy Dimitrievich Felitsin, la tumba de Inal no está en Abjasia. En un mapa publicado en 1882, Felitsin mostró una zona de gran importancia para Inal y colocó su tumba en la región de Ispravnaya en Karacháyevo-Cherkesia, no en Abjasia. Agregó que hay esculturas antiguas, montículos, tumbas, iglesias, castillos y murallas en esta área, que sería una tumba ideal para alguien como Inal.
A finales del siglo XV, el viajero y etnógrafo genovés Giorgio Interiano hizo una descripción detallada de Circasia y de sus habitantes.

## Política

### Confederación
Circasia consistía tradicionalmente en más de una docena de principados. Algunos de estos principados se dividieron en grandes estados feudales, caracterizados por la estabilidad del estatus político. Dentro de estos territorios había numerosas posesiones feudales de príncipes (pshi). Entre 1427 y 1453, Inal el Grande conquistó todos los principados circasianos y unificó Circasia. Después de su muerte, Circasia se dividió nuevamente.
En 1807, Shuwpagwe Qalawebateqo se autoproclamó líder de la confederación circasiana y dividió Circasia en 12 regiones. En 1827, Ismail Berzeg declaró oficialmente la confederación militar de las tribus circasianas y en 1839 unió una parte importante de Circasia bajo su control. En 1839, los circasianos declararon Bighuqal (Anapa) como su nueva capital y Hawduqo Mansur fue declarado el nuevo líder de la Confederación circasiana, título que mantuvo hasta su muerte. En 1848, Muhammad Amin se convirtió en líder de Circasia. Después de enterarse de que había llegado al poder un guerrero, miles de familias se mudaron a la región de Abadzej para aceptar su gobierno. Seferbiy Zaneqo asumió el poder después de la partida de Amin, pero murió al año siguiente. 
En junio de 1860, en un congreso de representantes de los circasianos que se conoce como Majilis, se formó un parlamento como máximo órgano legislativo de Circasia. Siendo un consejo de resistencia política y la legislatura de Circasia, el parlamento se estableció en la capital de Sochi (en adigués: Шъачэ, romanizado: Ş̂açə) el 13 de junio de 1860 y Qerandiqo Berzeg fue elegido como jefe del parlamento y la nación.

### Ejército
Circasia vivió durante siglos bajo la amenaza de invasiones externas, por lo que todo el modo de vida de los circasianos está relacionada con la guerra. A este respecto, el gobernador de Astracán escribió a Pedro I:
Una cosa que puedo elogiar de los circasianos es que todos son guerreros.
Circasia desarrolló la llamada cultura de la guerra. El combate honorable era una gran parte de esta cultura y por ejemplo, durante las hostilidades, se consideraba estrictamente inaceptable prender fuego a las casas o cultivos, especialmente el pan, incluso de los enemigos. También se consideró inadmisible dejar los cuerpos de los camaradas muertos en el campo de batalla. En Circasia se consideraba una gran desgracia caer vivo en manos del enemigo, por lo que los oficiales rusos que luego lucharon en Circasia notaron que era muy raro lograr capturar circasianos, ya que llegarían hasta al suicidio. Johann von Blaramberg afirmó lo siguiente:
Cuando ven que están rodeados, dan muy cara su vida, sin rendirse nunca.
El ejército ruso, después de invadir Circasia y limpiar étnicamente a los circasianos en el genocidio circasiano, adoptó algunas partes de los uniformes militares circasianos, desde armas (shashka y sables circasianos, dagas, sillas de montar y caballos circasianos) hasta uniformes (cherkeska, burka, papaha).

### Política exterior
Legal e internacionalmente, el tratado de Belgrado de 1739 entre el Archiducado de Austria y el Imperio otomano preveía el reconocimiento de la independencia de Circasia oriental, Kabardia. Tanto el Imperio ruso como el Imperio otomano lo reconocieron, y las grandes potencias de la época fueron testigos del tratado. El Congreso de Viena (1814-1815) también estipuló el reconocimiento de la independencia de Circasia. En 1837, los líderes circasianos enviaron cartas a los países europeos solicitando el reconocimiento legal y después de esto, el Reino Unido reconoció a Circasia. Sin embargo, durante la guerra ruso-circasiana, el Imperio ruso no reconoció a Circasia como una región independiente y la trató como tierra rusa bajo ocupación rebelde, a pesar de no tener control ni propiedad sobre la región. Los generales rusos se referían a los circasianos no por su nombre étnico, sino como "montañeros", "bandidos" y "escoria de montaña".
El Parlamento circasiano, Majilis, lanzó actividades de política exterior a gran escala. En primer lugar, se redactó un memorando oficial dirigido al zar Alejandro II, que fue presentado al zar por los líderes del Parlamento durante la visita de este último a Circasia en septiembre de 1861. El Parlamento también aceptó un llamamiento a los gobiernos otomano y europeo y se enviaron enviados especiales a Estambul y Londres para buscar apoyo diplomático y militar. Las actividades del gobierno circasiano recibieron el pleno apoyo de las organizaciones públicas, por lo que se crearon entidades como el Comité Circasiano de Estambul y Londres en apoyo a Circasia. Así, si no de jure, sí de facto Circasia adquirió las características de un sujeto de derecho internacional.

### Nacionalismo circasiano
Bajo el dominio ruso y soviético, se promovieron las divisiones étnicas y tribales entre los circasianos, lo que resultó en el uso de varios nombres estadísticos diferentes para varias partes del pueblo circasiano (adigueses, cherquesos, cabardinos o shapsugs, entre otros). En consecuencia, se ha desarrollado el nacionalismo circasiano. El nacionalismo circasiano nace del deseo entre los circasianos de todo el mundo de preservar su cultura y salvar su idioma de la extinción, lograr el pleno reconocimiento internacional del genocidio circasiano,  revivir globalmente el Xabze entre los circasianos, regresar a su patria Circasia y, en última instancia, restablecer un estado circasiano independiente. También hay un esfuerzo entre los circasianos para unirse bajo el nombre circasiano (adigués) en los censos rusos para reflejar y revivir el concepto de nación circasiana. La abrumadora mayoría de la diáspora ya tiende a llamarse "solo circasiana".  
La repatriación ha sido un problema importante. El estado ruso, así como los rusos en general, están estrictamente en contra de cualquier regreso de los circasianos a su tierra natal, declarando que fue el estado ruso quien exilió a los circasianos en primer lugar por "razones de seguridad", y dejarlos regresar sería " peligroso", mientras que los circasianos que viven en Circasia lo ven como la única forma de revivir la nación y salvarla de la extinción. Rusia tiene una cuota de repatriación oficial de dos dígitos para los circasianos que muchos académicos (Colarusso, Henze, etc.) consideran un intento de evitar que regresen los circasianos, que son vistos como una amenaza a la integridad territorial.  

## Población

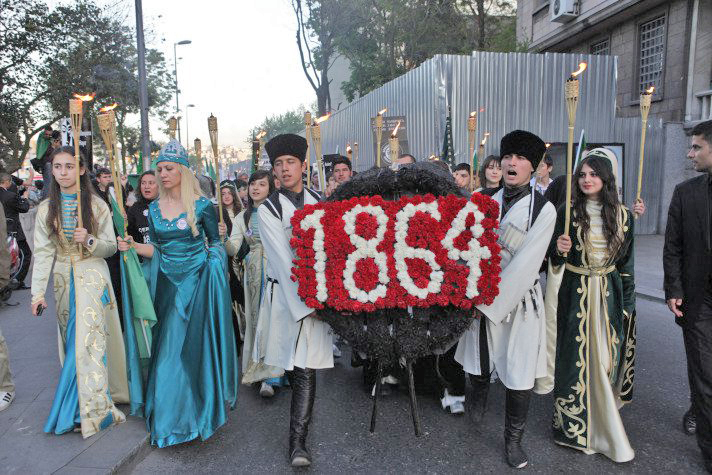
Marcha conmemorativa del genocidio circasiano en Estambul

Hay doce principados o tribus históricas de Circasia (tres democráticas y nueve aristocráticas): abadzejs, beslenéis, bzhedugs, cabardinos, janes, jatukáis, kemguis, mamjegs, natujáis, shapsugs, ubijos y yeguerukuáis.
Hoy, alrededor de 700.000 circasianos permanecen en la histórica Circasia en la Rusia contemporánea. El censo ruso de 2010 registró 718.727 circasianos, de los cuales 516.826 son cabardinos, 124.835 son adigueses propiamente dichos, 73.184 son cherquesos y 3.882 shapsugs. La población circasiana más grande reside en Turquía (con una población aproximada entre 1,400,000 - 6,000,000). También existen minorías circasianas en otros países, incluidos Jordania, Siria, Irak, Irán, Líbano, Serbia, Egipto e Israel, pero en consideración mucho menores. [cita requerida]

### Diáspora circasiana
Los circasianos son una de las minorías étnicas más grandes de Turquía, con una población estimada en 2 millones. Según los informes de la UE, esta cifra es mayor y oscila entre tres y cinco millones de personas (normalmente se incluye en ellos a los abjasios, 39.000, y abasios, 10.000). Principalmente en las provincias de Samsun y Ordu en el norte, Kahramanmaraş en el sur, Kayseri (en el centro de Turquía), además de Bandırma y Düzce en el noroeste de Turquía. En principio conservaron sus tradiciones y lengua, pero después de 1923, los circasianos estaban restringidos por políticas (como la prohibición del idioma circasiano), pues eran vistos como un grupo que inevitablemente tenía que ser asimilado. Una pequeña minoría aún habla sus idiomas nativos circasianos (principalmente los cabardianos). Con el surgimiento del nacionalismo circasiano en el siglo XXI, los circasianos en Turquía, especialmente los jóvenes, han comenzado a estudiar y aprender su idioma, historia y cultura.  
Cuando los exiliados circasianos llegaron a Siria, rara vez hubo intrusiones contra la población árabe local, que dio la bienvenida a los inmigrantes circasianos. Debido a su religión musulmana, que también era la fe dominante en Siria, y su llegada a la región mucho antes de la lucha por la independencia de los otomanos y más tarde de los franceses, los circasianos jugaron un papel en la fundación del estado moderno de Siria e inmediatamente se convirtieron en ciudadanos de pleno derecho. Con el tiempo, la mayoría ha conservado buena parte de la cultura circasiana y ostentan una posición acomodada en la sociedad.
En la actual Israel, los exiliados circasianos establecieron Kfar Kama en 1876 y Rehaniya en 1878. Al principio, los colonos circasianos enfrentaron muchos desafíos, ya que los árabes los vieron de manera muy negativa y se produjeron enfrentamientos. Hoy en día, los circasianos sirven en las Fuerzas de Defensa de Israel y han "prosperado" como parte de Israel, mientras preservan su idioma y cultura.
Los circasianos en Jordania son una de las comunidades con mayor influencia de entre todas las exiliadas. En 1932, se estableció la organización benéfica más antigua de Jordania para ayudar a los pobres y otorgar becas a los circasianos para estudiar en las universidades de Kabardino-Balkaria y la República de Adygea. El club Al-Ahli, fundado en 1944, promovió la participación de los circasianos en eventos deportivos, sociales y culturales en Jordania. Hoy en día, aproximadamente el 17% de la comunidad circasiana de Jordania habla adigués. Además los circasianos, junto con los chechenos, tienen por mandato 3 escaños en el parlamento jordano y una cuota no oficial de ministros.

## Idioma

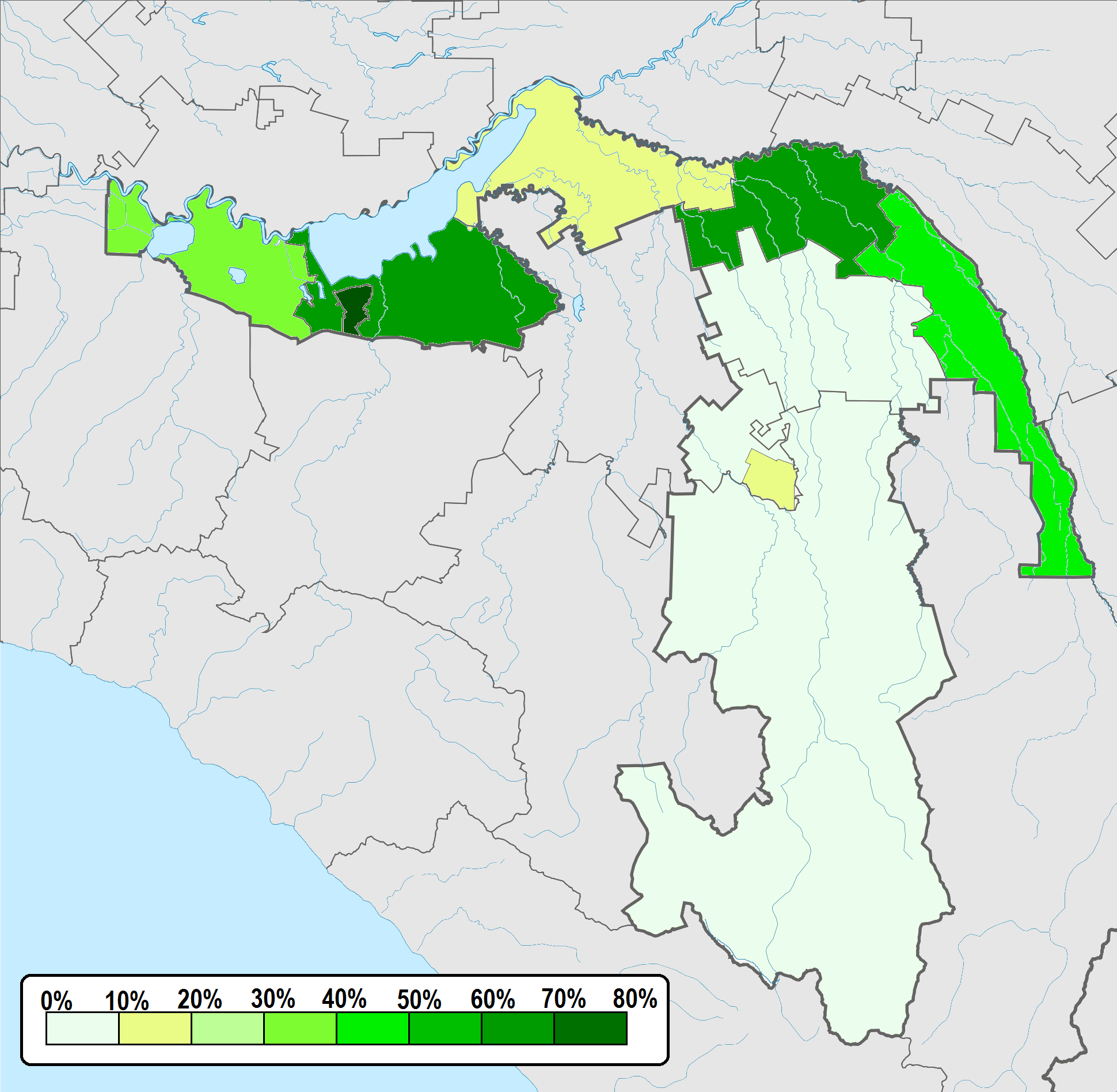
Distribución de hablantes de adigués en Adigueya (2002)

Las lenguas circasianas son una subdivisión de la familia de lenguas caucásicas del noroeste. En la actualidad se conservan dos idiomas circasianos, definidos por sus estándares literarios: adigués (кӀахыбзэ; también conocido como circasiano occidental), con aprox. 500.000 hablantes, y cabardino (къэбэрдейбзэ; también conocido como circasiano oriental), con un 1.000.000 de hablantes aprox. Los idiomas son altamente inteligibles entre sí, pero difieren hasta el punto de que se considerarían dialectos bien definidos. Los registros escritos más antiguos que existen de las lenguas circasianas están escritos en árabe, registrados por el viajero turco Evliya Çelebi en el siglo XVII.
Tanto el adigués como el cabardino se escriben de forma usual con alfabeto cirílico. El cabardino se considera lengua cooficial en las repúblicas rusas de Kabardia-Balkaria (donde generalmente se llama lengua cabardiana) como en Karacháyevo-Cherkesia (donde se llama lengua cherkess), mientras que el adigués es una lengua cooficial en la república de Adigueya. Sin embargo, esta aparente protección oficial no evita una fuerte diglosia y de hecho, la UNESCO consideró el estatus de ambas lenguas como vulnerable.

## Religión
Circasia pasó gradualmente a seguir varias religiones: el paganismo, el cristianismo y luego el Islam.

### Paganismo
Las antiguas creencias de los circasianos se basaban en el animismo y la magia, en el marco de las normas consuetudinarias del Xabze circasiano. Aunque la creencia principal era monista-monoteísta, rezaban usando agua, fuego, plantas, bosques, rocas, truenos y relámpagos. Realizaban sus actos de culto acompañados de danza y música en las arboledas sagradas utilizadas como templos, y un sacerdote anciano dirigía la ceremonia, acompañada de cantos de oración y súplicas. Así, por ejemplo, se pretendía proteger a los recién nacidos de enfermedades y del mal de ojo. Otro aspecto importante eran los antepasados y el honor. Por tanto, el fin de la existencia terrena del hombre es la perfección del alma, que corresponde al mantenimiento del honor, manifestación de la compasión, la prestación de ayuda desinteresada que, junto con el valor y la valentía de un guerrero, permite que el alma humana se una al alma de los antepasados con la conciencia limpia.

### Judaísmo
Algunas tribus circasianas eligieron el judaísmo como religión en el pasado como resultado del asentamiento de aproximadamente 20 mil judíos en la Circasia en el siglo VIII, junto con las relaciones establecidas con el kanato jázaro, una etnia túrquica de religión judía. Aunque el judaísmo en Circasia finalmente se asimiló al cristianismo y al Islam, la influencia judía en la cultura y el idioma circasianos se mantuvo.

### Cristianismo
Según la tradición de la iglesia primitiva, el cristianismo hizo su primera aparición en Circasia en el siglo I d. C. a través de los viajes y la predicación del apóstol Andrés. Sin embargo, la historia sugiere que, como resultado de la influencia griega y bizantina, el cristianismo se extendió por primera vez en toda Circasia entre los siglos III y V d. C. La difusión de la fe católica solo fue posible con la conquista latina de Constantinopla por parte de los cruzados y el establecimiento del efímero Imperio latino tras la Cuarta Cruzada. La religión católica fue adoptada por los circasianos siguiendo a Farzajt, una figura distinguida que contribuyó en gran medida a la difusión de esta religión en su país. El papa le envió una carta en 1333 agradeciéndole su esfuerzo, como muestra de su gratitud. Para los circasianos, la personalidad más importante y atractiva de todas las enseñanzas cristianas era la personalidad de San Jorge, ya que vieron en él la encarnación de todas las virtudes respetadas en el Cáucaso. Su nombre en circasiano es "Aushe-Gerge".
El cristianismo en Circasia experimentó su colapso final en el siglo XVIII cuando todos los circasianos aceptaron el Islam. Los ex-sacerdotes se unieron a la nobleza circasiana y se les dio el nombre de "shogene" (maestro) y con el tiempo este nombre se convirtió en un apellido.

### Islam
Siempre ha existido una pequeña comunidad musulmana en Circasia desde la Edad Media, pero la islamización generalizada se produjo después de 1717. Los predicadores itinerantes sufíes y la creciente amenaza de una invasión de Rusia ayudaron a acelerar el proceso de islamización de Circasia.  Los eruditos circasianos educados en el Imperio otomano impulsaron la expansión del Islam. Los ancianos circasianos vieron algunos elementos de la tradición islámica como influencias de la cultura extranjera y los rechazaron, y aunque los circasianos eran musulmanes sunitas oficialmente, la mayoría de los circasianos no eran confesionales y solo aceptaron las prácticas sunitas después del exilio.

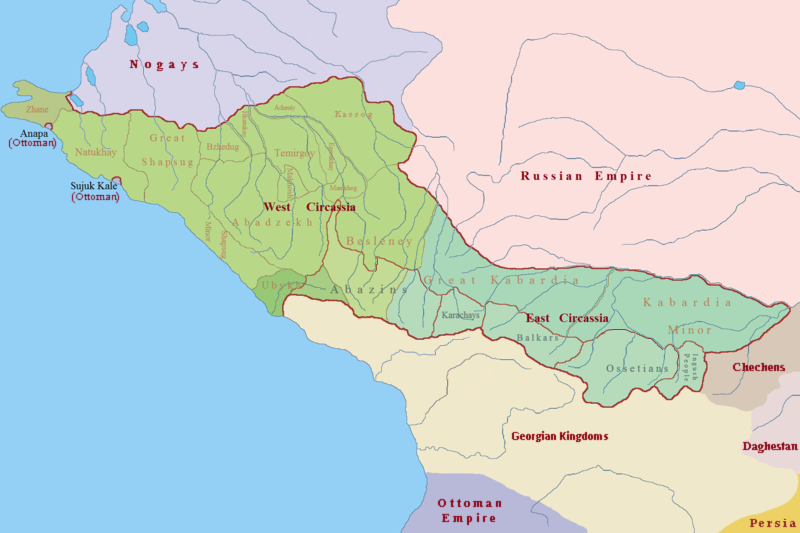
Circasia en 1750.